# Jan Długosz
Jan Długosz (latinsko Longinus), poljski zgodovinar in kanonik, * 1415, † 1480.
Jan Długosz je bil eden največjih izobražencev svojega časa. Služboval je kot kanonik v Krakovu in kot učitelj otrok poljskega kralja. Velja za prvega poljskega zgodovinarja in je v dvanajstih poglavjih napisal obsežno delo o poljski zgodovini, ki se imenuje Historica Polonica ali Annales Poloniae. Długosz je med drugim zapisal imena poljskih poganskih božanstev, ki jim je pripisal tudi vzporednice s starimi rimskimi božanstvi. Długosza so zaradi opisovanja slovanskih božanstev in svetišča v Gnieznu močno kritizirali, češ, da si je božanstva oblikoval na podlagi narodnega izročila, hram v Gnieznu pa si preprosto izmislil. Toda današnji učenjaki upoštevajo, da ima pri preučevanju slovanske mitologije svojo težo tudi ljudsko izročilo.